# تاكاشي ياماموتو
تاكاشي ياماموتو (باليابانية: 山本孝史) (و. 1949 – 2007 م) هو سياسي، من اليابان، ولد في أوساكا، وآشيا، هيوغو، كان عضوًا في الحزب الديمقراطي الياباني، توفي عن عمر يناهز 58 عاماً.

## مناصب
تولى منصب عضو مجلس النواب من اليابان، وعضو مجلس المستشارين.

## التعليم
تعلم في جامعة ولاية ميشيغان، وجامعة ريتسوميكان.